# Язон, сын Язона
«Язон, сын Язона» (англ. Jason, Son of Jason) — научно-фантастический роман Джона Ульриха Гизи, третий и последний роман о Джейсоне Крофте. Впервые опубликован в журнале Argosy All-Story Weekly в шести номерах начиная с апреля 1921 года. В 1966 году был выпущен отдельной книгой издательством Avalon Books..

## Синопсис
Доктор Мюррей, наученный искусству астральной проекции, получает вызов от Джейсона Крофта с Сириуса. Доктор нужен, чтобы помочь жене Крофта, принцессе Найе, разрешится от бремени. На свет появляется сын Джейсона, тоже названный Джейсон. После рождения ребёнка и мать похищают представители враждебной империи. Крофт снова использует знания земных технологий, чтобы преодолеть проблемы, с которыми сталкивается.

## Описание
Третий роман из серии о приключениях Джейсона Крофта. В романе сочетается оккультизм (астральные путешествия) с приключениями на другой планете. Вымышленная планета Палос в системе Сириуса («Собачьей звезды») описана похожей на Землю, а люди планеты выглядят как земляне, но имеют синий оттенок кожи. Действия происходят в регионе, похожем на Средиземноморье, где соперничают три империи, по уровню развития соответствующие Вавилонской цивилизации в истории Земли.
Критик Джон Пирс пишет, что герой книги имел слишком большое превосходство над врагами. Использование оружия землян и шпионаж с помощью астральной проекции делал войну нечестной. В сочетании со скудным и лишённым воображения описанием инопланетного мира, считает Пирс, это и привело к тому, что третий роман о Джейсоне Крофте стал последним.

## История публикаций
- 1921 — США, Argosy All-Story Weekly, 16 апреля—21 мая 1921 (в шести[3] частях)[1];
- 1948 — США, Fantastic Novels, май 1948[1];
- 1966 — США, Avalon Books, твёрдая обложка (первая публикация отдельной книгой)[1].